# Ľubochňa
Ľubochňa (in ungherese Fenyőháza) è un comune della Slovacchia facente parte del distretto di Ružomberok, nella regione di Žilina.